# Niederadel

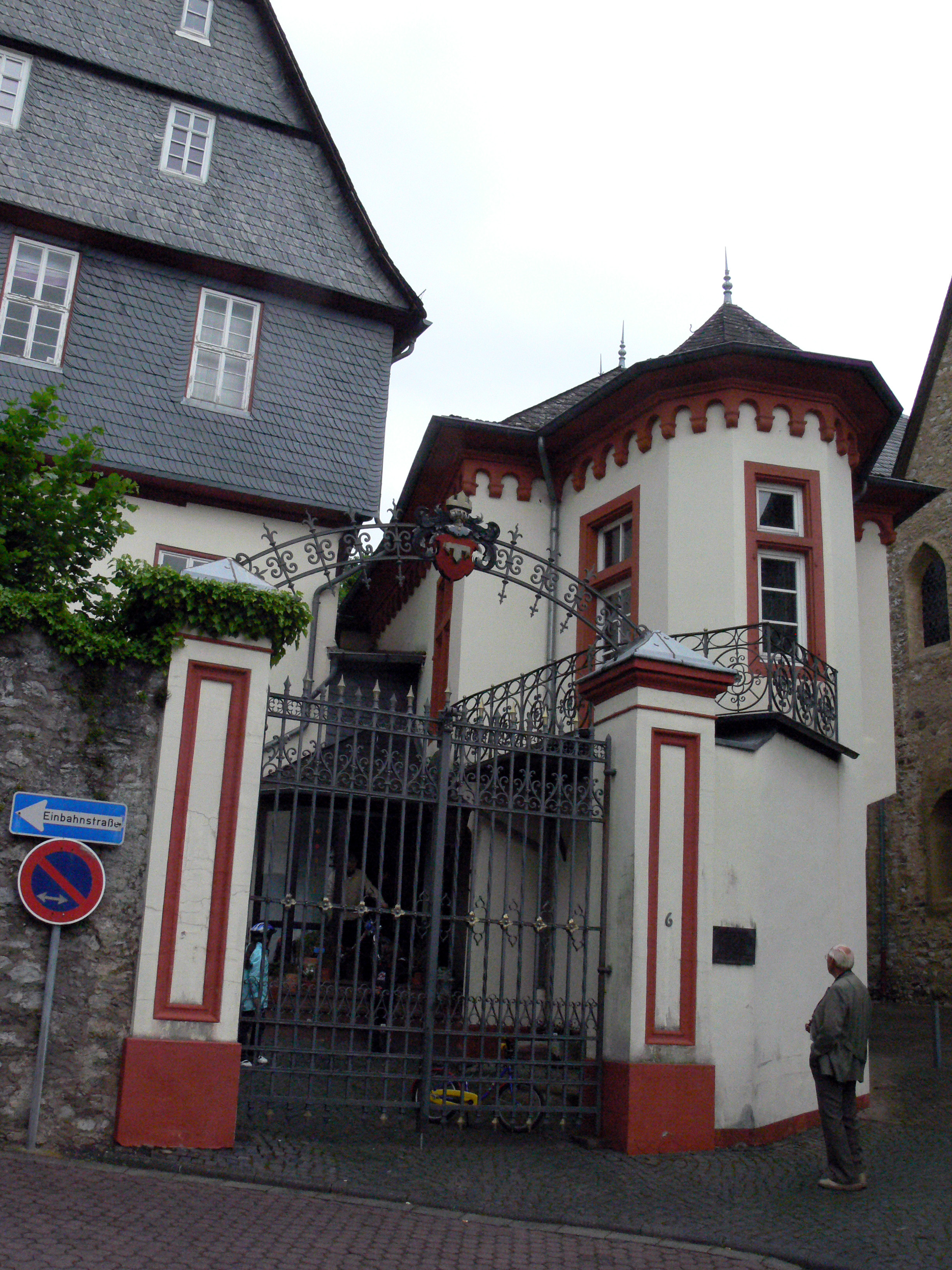
Huis van Niederadel in Diez

Niederadel (kleinadel, lage adel) is de term die wordt gebruikt voor de ministerialiteit of dienstadel om diens positie binnen de adel te determineren.

## Ontstaan niederadel (dienstadel)
In de vroegkarolingische tijd (8e eeuw n.Chr.) wordt het oorlog voeren een meer gespecialiseerd beroep. Tegelijkertijd daalt het aantal vrije (niet aan een leenheer gebonden) boeren. De hoge adel wordt hierdoor gedwongen om in de eigen familia militairen te werven.

## Ministerialiteit wordt dienstadel
Leden van de familia (onvrije ministerialen) zien door hun krijgsverrichtingen de hen opgelegde taak sociaal opgewaardeerd worden. Wanneer er niet wordt gevochten, krijgen veel ministerialen een vertegenwoordigende taak (Meier, Schout) op de landgoederen van hun heer. Wanneer in de loop van de middeleeuwen ridders (reiter, be-rijder, rieder) meer en meer de kern van het leger gaan uitmaken, krijgt de ministerialiteit de mogelijkheid om hun levensonderhoud, harnas en paard te financieren door leenman te worden. Dit leen is aanvankelijk niet erfelijk maar een dienstleen. Veel leden van de ministerialiteit nemen de naam aan van hun heer of de naam van het grondgebied dat hen is toegewezen op in hun diensttitel (meier van ....). De dienst van de ministerialen aan het hof van de leenheer bestaat uit een aantal ambten die vaak deel uitmaakten van de eigen naam of achternaam werden (Drost, Schenker, Maarschalk, Kamerheer). Ook de aanvankelijk vrije weerboeren krijgen de mogelijkheid om opgenomen te worden in de dienstadel. Naast hun erfhoeve (erbhof) gaan deze een stuk grond pachten van een leenheer en krijgen op deze wijze een plaats binnen de ministerialiteit als huisman (Villicus).

## Behuizing niederadel
De woning van de ministerialiteit is vaak niet meer dan een aanzienlijke (stenen) hoeve aan de rand van het boerendorp. In Duitsland spreekt men van Ortsadel die de drager is van heerlijke rechten in het (begrensde) woongebied.

## Sociale positie niederadel
Met de taak groeit het gevoel voor positie en hoe hoger de leenheer binnen de maatschappelijke hiërarchie staat, des te hoger staan ook diens ministerialen (dienstadel).
De ondergeschiktheid van de dienstadel staat overigens niet vast. Het was mogelijk om 'twee heren te dienen' en zelfs afscheid te nemen van een heer voor een andere. Dit hangt vaak nauw samen met de zwakte van de leenheer en met de macht die de dienstedele inmiddels had verworven. Leenheren (hoge edelen) onderling, bestrijden elkaar in de hoge middeleeuwen dan ook geregeld om grondgebied en hun ministerialen die immers een gewapende macht betekenen. Ook met hun strategisch belang voor de leenheren groeit hun sociale status. In de 12e en 13e eeuw worden sommige markgraven door de keizer van het Heilige Roomse Rijk en de Paus tot edelvrije (nobilis) verklaart. De dienstadel blijft echter onvrij waardoor de tweedeling tussen hoge (vrijgeboren) adel en niederadel (onvrije dienstadel, ministerialiteit) blijft bestaan. Omdat de dienstadel zelf onderaan de leenpiramide komt te staan kan ze ook zelf lenen uitgeven. Vrije weerboeren maken van deze mogelijkheid gebruik en het komt niet zelden voor dat door huwelijken tussen weerboeren en niederadel grondgebied aanzienlijk wordt vergroot.

## Titulatuur
De diensttitel ridder (miles) blijft niet alleen voorbehouden aan de dienstadel die zich in de ogen van zijn leenheer heeft onderscheiden. In de hoge middeleeuwen gaan steeds meer edelen zich ridder(lijk) noemen naast hun adellijke titel. Door ridderslag wordt deze eer bevestigd. Een adelsbrief ontvangt niemand van de dienstadel (dit is voorbehouden aan late of Briefadel), de titel moet telkens opnieuw bevestigd worden door de dienst.

Wie als Niederadelige niet de eretitel ridder krijgt, blijft edelknecht ('armiger', schildknaap). Mettertijd wordt ook de titel (zoals dit eerder gebeurde met de diensttitel en leengebieden) erfelijk.
Omdat de niederadel niet met het bezit maar met de hofhouding van de heer was verbonden, konden individuele leden of families in de hogere adel 'introuwen' om de mogelijkheid te krijgen om binnen de adel te stijgen.